# Saint Thomas University (Fredericton)
Il Saint Thomas University (STU) è un'università pubblica di indirizzo cattolico con sede a Fredericton, nel New Brunswick, Canada.
Nel 1910 Thomas Francis Barry, vescovo di Chatham, invitò i preti di San Basilio di Toronto ad assumere la direzione di una scuola secondaria e di uno junior college da istituire a Chatham. Nel 1923 la direzione dell'università passò al clero diocesano.